# Piratenzender

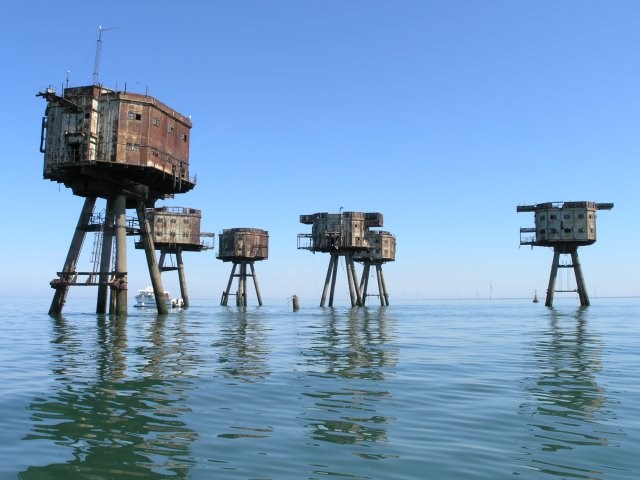
Voormalige luchtafweerbasis voor de kust van Engeland uit de Tweede Wereldoorlog die in de jaren 1960 gebruikt werd door Radio City, een Britse piratenzender

Een piratenzender, zendpiraat, etherpiraat, radiopiraat of geheime zender is een radio- of televisiezender die zonder zendvergunning of toestemming uitzendt, vaak op regionale schaal vanuit geïmproviseerde studio's.
Vaak wordt hiermee gerefereerd aan de zeezenders die in de jaren 50 tot en met de jaren 90 vanaf schepen en installaties (zoals booreilanden en zeeforten) op de Noordzee buiten de territoriale wateren naar diverse landen uitzendingen deden. Goedbeschouwd waren de zeezenders geen piraten in de zin van de wet; er was immers geen wet die het uitzenden vanaf de Noordzee verbood.
Naast de piraten die muziek uitzenden kent men ook piraten die door middel van een algemene oproep (CQ), enkel verbindingen (QSO's), proberen te leggen met andere piraten, net als de zendamateur maar dan zonder de benodigde vergunningen. Vaak gaat dit samen met DX-en, het beluisteren van verafgelegen zenders.
Zendpiraten worden als een probleem beschouwd als ze met veel te groot vermogen en slecht afgeschermde apparatuur uitzenden. Hierdoor kunnen reguliere radio-uitzendingen, andere toepassingen van de ether, maar ook video en andere apparatuur in de omgeving aanzienlijk worden gestoord. Vroeger werd bij optredende klachten dan de PTT Radio Controle Dienst ingeschakeld die de piraat met radiorichtingzoekers opspoorde waarna de apparatuur werd ingenomen en al dan niet een flinke boete werd uitgedeeld. Tegenwoordig wordt dergelijke opsporing en handhaving door de Rijksinspectie Digitale Infrastructuur uitgevoerd.
Sommige luisteraars zijn sterk aan zendpiraten gehecht, vaak omdat deze een bepaald soort muziek uitzenden die naar de mening van veel liefhebbers te weinig gewaardeerd wordt door officiële radiostations. Ten tijde van de zeezenders was dit vooral de toen moderne popmuziek, later was het vooral het levenslied en polka's dat bij de piraten meer aan bod kwam.

## Grondoorzaken van etherpiraterij
Etherpiraterij is een fenomeen dat al snel na de lancering van de radio ontstond. In Europa werden er in de jaren 20 van de 20e eeuw staatsomroepen of omroepbestellen ingericht. In de Verenigde Staten was er enige tijd een ongecoördineerde en chaotische periode, waarbij veel lokale pioniers in hun stad middengolfradiozenders bouwden, al snel betaald door reclame-inkomsten. Die zenders voerden in hoog tempo hun zendvermogen op om zo hun luisterbereik te vergroten. Daarbij gingen zij elkaar steeds meer onderling storen en na diverse rechtszaken werd ook in de VS het spectrum geordend. Regeringen stelden radiocontrolediensten in, die toezicht gingen houden op correct gebruik van de ether.
Het zonder vergunning of buiten de vergunningsvoorwaarden uitzenden (met een te hoog zendvermogen, te hoog geplaatste antenne, of buiten de aangewezen uren) wordt aangeduid met etherpiraterij. Omdat met commerciële radio geld verdiend kon worden, maar met de coördinatie tussen regeringen de toegang tot radiofrequenties beperkt werd, is er een voortdurende druk geweest van ondernemers om buiten de gereguleerde omroepsector om toch een zender te starten. Bijvoorbeeld door een zender op een boorplatform of schip buiten de territoriale wateren te installeren.

## Geschiedenis van etherpiraterij in Nederland

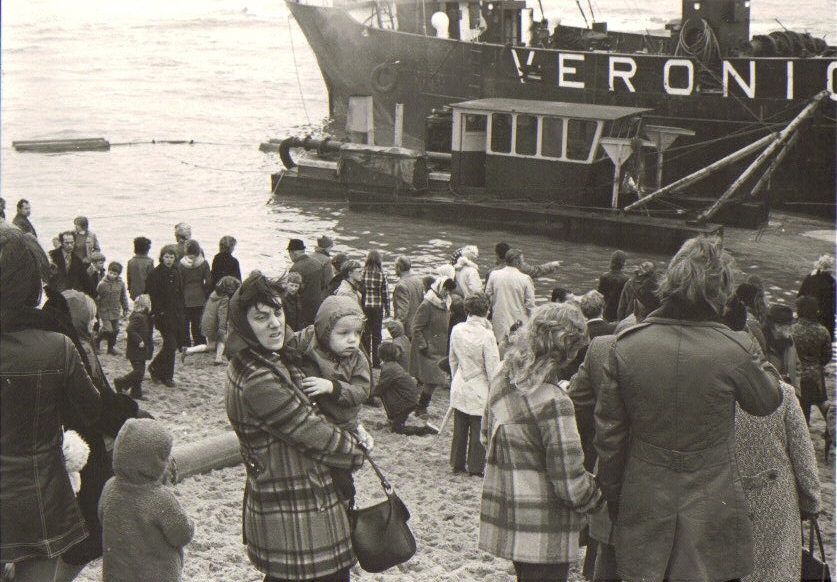
De Norderney, het schip van Radio Veronica, gestrand in Scheveningen tijdens een storm in april 1973. Afbeelding: 7 april 1973

In de jaren dertig van de 20e eeuw worden de eerste gevallen van etherpiraterij in Nederland gedocumenteerd. Het Museum voor Communicatie in Den Haag bezit nieuwsfoto's uit die periode van lokale bewoners uit de buurt van Almelo, die met rieken en stokken de opsporingsambtenaren en veldwachters probeerden te verhinderen om een illegale lokale radiozender uit de lucht te halen.
Bij de bezetting in 1940 werden alle communicatie- en omroeporganisaties gelijkgeschakeld. Onder de PTT werden alle gemeentetelefoons, radiodistributienetten en de zenderparken van Nozema (Nederlandse Omroep Zendermaatschappij) samengevoegd. Etherpiraterij werd opeens een zeer riskante, politiek subversieve handeling. De opsporingsorganisaties om niet-officiële zenders te lokaliseren werden in hoog tempo uitgebouwd door de bezetter, mede ook om verzetshaarden op te sporen die communiceerden met Engeland. Daarnaast werd het bewust storen van de ontvangst van radio-uitzendingen uit Engeland tot grote hoogte opgevoerd.
Na de Tweede Wereldoorlog heeft de Nederlandse regering de nationalisatie van Nozema, de lokale draadomroepen en gemeentetelefoons niet teruggedraaid. De ontstane omvangrijke en technisch geavanceerde opsporingsapparaten werden niet meer voor politiek/militaire vervolging ingezet, maar gingen weer achter etherpiraten aan.
Etherpiraterij vanaf zee werd vanaf eind jaren vijftig van de 20e eeuw ontwikkeld door ondernemers met het doel om het in vrijwel alle landen maar zeer beperkt toegankelijke omroepbestel te omzeilen/doorbreken door van buiten de territoriale wateren te opereren. Zo kon men legaal geld verdienen aan reclame met commerciële omroep vanaf de vrije zee. In de jaren zestig werden vooral Nederland en Engeland geconfronteerd met deze niet zo eenvoudig te bestrijden vorm van etherpiraterij vanaf de Noordzee. Televisie-uitzendingen kwamen opeens vanaf voormalige booreilanden (REM-eiland) en radio-uitzendingen van schepen (Radio Noordzee, Veronica, Radio Mi Amigo gericht op Nederlandstaligen; Radio London en Radio Caroline gericht op Engeland). De radiozenders werkten daarbij vooral op AM-frequenties (middengolf). FM was nog niet op grote schaal ingeburgerd onder het publiek en bovendien kon met FM niet verder zenden dan de horizon, terwijl hoge masten op schepen veel te kwetsbaar waren.
De entertainmentsector werkte intensief mee aan deze praktijken, in het bijzonder via het lanceren van de Top 40, tipparade en de aanvoerder daarvan, de Alarmschijf. Daarmee creëerde men een systeem waarbij veel platenwinkeliers, met vaak beperkte kennis van wat populaire popmuziek was, inkochten op basis van wat er op deze lijsten verscheen. De etherpiraten gingen over tot verregaande promotie van platen die hen door de zogenaamde pluggers van de platenmaatschappijen werden aangeleverd.

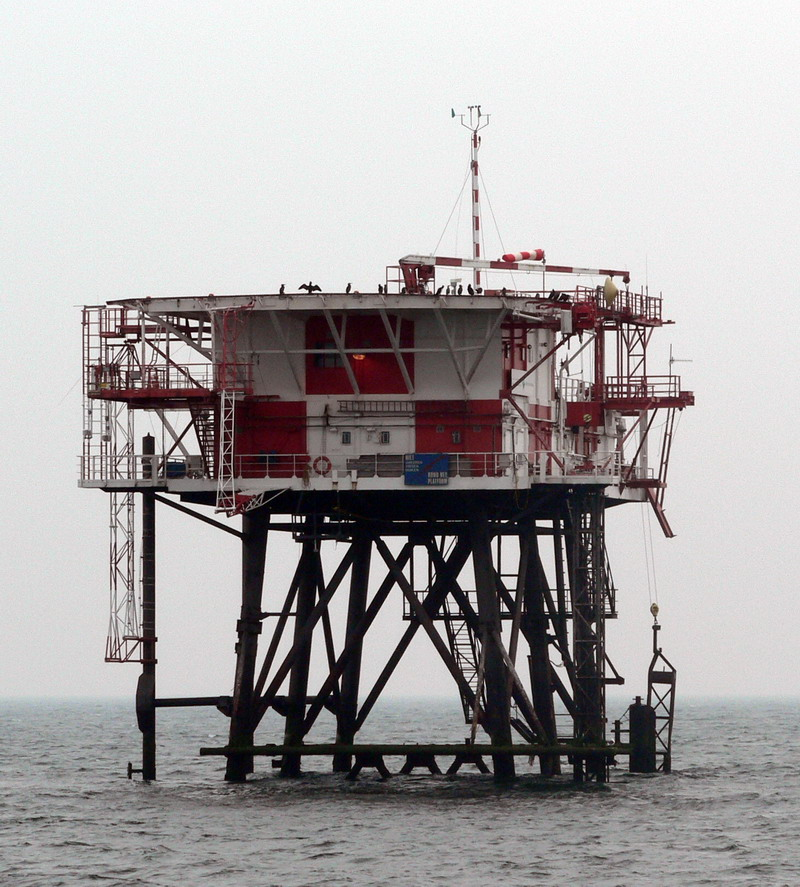
Het REM-eiland

Hiermee ontstond een systeem dat vooral voor de muziekindustrie tot forse expansie van hun bedrijfsactiviteiten en productafzet heeft geleid. Na regeringsingrijpen via raids op het REM-eiland en het via wetgeving verbieden en uit de lucht halen van de radiozenders zijn diverse van de voormalige etherpiraten (TROS, Veronica) eind jaren zestig en begin jaren zeventig toegetreden tot het publieke omroepbestel. Daarbij bleven echter commerciële vehikels als de Stichting Top-40 overeind. Tegelijk werden de intellectuele eigendomsrechten op uitzendingen, en nadien ook op doorgifte via de kabel, aanzienlijk uitgebreid en versterkt.
Rond 1980 werd Nederland geconfronteerd met een nieuwe golf van etherpiraterij, primair via de FM-radio met lokale stadszenders in met name Den Haag, Amsterdam en Nijmegen, maar ook via televisie door piraten die 's nachts televisiesignalen instraalden op de ontvangsttorens van kabeltelevisienetten op de frequenties van de publieke omroepen. De Nozema-zenders werden 's nachts namelijk uitgeschakeld, terwijl de kabelnetten ingeschakeld bleven. Een fors deel van deze televisieprogramma's bestond uit Tiroler seksfilms gelardeerd met lokale reclame. Gedwongen via additionele regelgeving zijn er nachtelijke afschakelaars in kabelnetten gemonteerd, de drijfveer was hierbij vooral publieke moraliteit en niet bezwaren van producenten van de seksfilms, die geen bezwaren hadden tegen deze auteursrechtenschending.
Eind jaren tachtig ontstond een nieuwe vorm van etherpiraterij via de satelliet. Op een satellietfrequentie in internationale gremia bestemd voor telecommunicatie gingen diverse mediaconcerns, in het bijzonder RTL uit Luxemburg en Sky vanuit het Verenigd Koninkrijk, televisiesignalen doorgeven aan heel (West-)Europa. Deze zogenaamde U-bochtconstructie, leunend op het recht op vrije ontvangst uit het Verdrag van Rome, is gebruikt om de wettelijke blokkade op commerciële televisieomroep in Nederland en vele andere Europese landen definitief te doorbreken.
In de zomer van 2010 is besloten strenger tegen etherpiraten op te treden. De Rijksinspectie Digitale Infrastructuur, die belast is met het toezicht op de ether, gaat eigenaren van masten die gebruikt worden voor illegale uitzendingen direct beboeten. De boete bedraagt €2500,-. Daarnaast wordt een last onder dwangsom opgelegd van €2250,- per keer dat een etherpiraat op een bepaald perceel vervolgens opnieuw uitzendt. De strengere aanpak is nodig vanwege toenemende storingen op legale radiostations (waaronder de rampenzenders), luchtverkeer en een geringe effectiviteit van de oude aanpak van etherpiraten. Tevens is er een ontwikkeling van sterkere zenders, hogere antennemasten en meer betrokkenen bij een overtreding.
Per 1 november 2013 is er door de Rijksinspectie Digitale Infrastructuur een nieuwe regeling ingevoerd, die bepaalt dat etherpiraten meteen een boete krijgen opgelegd als zij vanaf hun perceel in overtreding zijn. Deze boete kan oplopen tot 45.000 euro per overtreding, afhankelijk van het bereik van de zender. De regeling is ingesteld omdat in het oosten en het noorden van het land nog steeds een groot aantal piratenzenders actief zijn. Ook zijn de vermogens en masthoogte van sommige piratenzenders dusdanig hoog, dat zij bij atmosferische condities bijna een landelijk bereik hebben. Gevolg van dit beleid is dat etherpiraten hun toevlucht zoeken tot natuurgebieden, gemeentegrond of het plaatsen van zenders in masten voor mobiele telefonie.

## Voormalige zendpiraten
- Radio Atlantis, voortgekomen uit piratenzender Caroline uit 's-Hertogenbosch
- Radio 8FM, voortgekomen uit een piratenzender uit 's-Hertogenbosch
- Radio Unique, voormalige commercieel opgezette piratenzender uit Amsterdam
- Radio Klimop, voormalige piratenzender uit Den Haag
- Delta Radio, voormalige piratenzender uit Nijmegen
- Radio Keizerstad, voormalige piratenzender uit Nijmegen
- Radio Mexico FM, voormalige piratenzender uit 's-Hertogenbosch
- Radio Eemland, voormalige piratenzender uit de omgeving van Amersfoort
- Radio Totaal, voormalige piratenzender uit Nijmegen
- Radio Continu, voormalige piratenzender uit Radio Moonlight 2e Exloërmond
- Disco Henkie, piratenzender (van de vader van zanger Marco de Hollander) zond uit in regio Ter Aar en is overgegaan in RTV Hollands Midden[2]

Daarnaast waren er nog vele andere "radiopiraten" commercieel en non-commercieel, verdeeld over heel Nederland. 

## Onderscheid vrije radio of commerciële radio
Een zendpiraat kan commerciële radio maken, bekostigd door radioreclame, programmasponsoring of payola. Dat hoeft echter niet; de piraat maakt dan vrije radio, al dan niet politiek gekleurd of maatschappelijk betrokken.

## Onderscheid met radioamateurs
Een radioamateur of zendamateur is iemand die legaal uitzendt. Om hiervoor een machtiging te krijgen moet een examen afgelegd worden, waardoor zendamateurs kennis hebben van de geldende regels en de techniek waarmee zij werken. Zendamateurs mogen alleen uitzendingen doen in daarvoor toegewezen radiobanden en mogen daarop geen muziek uitzenden. In tegenstelling tot bij radiopiraten zijn uitzendingen van zendamateurs dus niet te beluisteren op omroepradio's.
Een radiopiraat wordt echter vaak door zichzelf radioamateur genoemd. Ook in de media werd vaak van radioamateurs of zendamateurs gesproken als eigenlijk een radiopiraat wordt bedoeld. Dit leidt tot ergernis van radioamateurs.